# Condado de Henry (Georgia)
El condado de Henry (en inglés: Henry County), fundado en 1821, es uno de 159 condados del estado estadounidense de Georgia. En el año 2009, el condado tenía una población de 201 343 habitantes y una densidad poblacional de 143 personas por km². La sede del condado es McDonough.

## Geografía
Según la Oficina del Censo, el condado tiene un área total de 840 km² (324,3 mi²), de la cual 836 km² (322,8 mi²) es tierra y 5 km² (1,9 mi²) (0.55%) es agua.

### Condados adyacentes
- Condado de Rockdale (norte)
- Condado de DeKalb (norte)
- Condado de Newton (este)
- Condado de Butts (sureste)
- Condado de Spalding (suroeste)
- Condado de Clayton (oeste)

## Demografía
Según el censo de 2000, los ingresos medios por hogar en el condado eran de $57 309, y los ingresos medios por familia eran $61 607. Los hombres tenían unos ingresos medios de $41 449 frente a los $29 211 para las mujeres. La renta per cápita para el condado era de $22 945. Alrededor del 4.90% de la población estaban por debajo del umbral de pobreza.

## Economía
Una área no incorporada al suroeste de McDonough tiene la oficina de Atlanta de Goya Foods.

## Transporte

### Principales carreteras
- Interestatal 75
- Interestatal 675
- U.S. Route 19
- U.S. Route 41
- U.S. Route 23
- Ruta Estatal de Georgia 3
- Ruta Estatal de Georgia 20
- Ruta Estatal de Georgia 42
- Ruta Estatal de Georgia 81
- Ruta Estatal de Georgia 155
- Ruta Estatal de Georgia 138
- Ruta Estatal de Georgia 351
- Ruta Estatal de Georgia 401
- Ruta Estatal de Georgia 413

## Localidades
- Blacksville (no incorporado)
- Ellenwood (Georgia) (parte de Ellenwood también parte del condado de Dekalb)
- Fairview Community (no incorporado)
- Flippen (no incorporado)
- Greenwood (no incorporado)
- Hampton
- Heron Bay
- Kelleytown (no incorporado)
- Locust Grove
- Luella (no incorporado)
- McDonough
- Ola (no incorporado)
- Stockbridge